# 미샤 마이스키

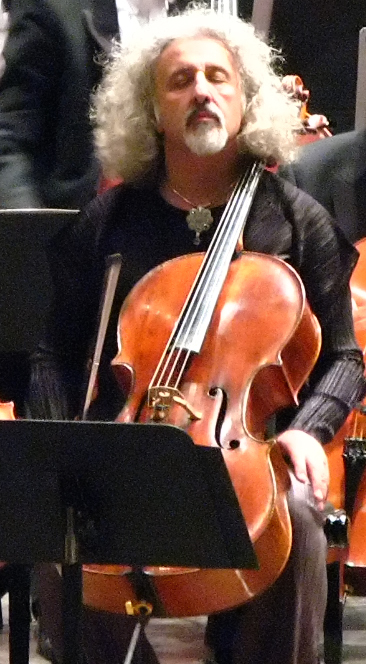
2006년의 모습

미샤 마이스키(라트비아어: Miša Maiskis 미샤 마이스키스, 1948년 1월 10일 ~ )는 라트비아의 첼로 연주자이다. 장한나의 스승으로도 잘 알려져 있다.

## 생애
1948년 라트비아의 수도인 리가에서 태어났다. 형은 건반악기주자이자 음악학자인 발레리 마이스키이다.
상트페테르부르크 음악원을 거쳐 차이콥스키 국제 콩구르에서 우승하며, 모스크바 음악원에서 1966년부터 1970년까지 므스티슬라프 로스트로포비치를 사사했다. 1966년에 차이콥스키 국제 콩쿠르에서 입상했다. 1970년에는 무고하게 투옥되어 18개월 동안 감옥에 있었고, 석방 후인 1972년 이스라엘로 이민 후 거기서 시민권을 얻었다. 1974년에는 로스앤젤레스에서 그레고르 피아티고르스키를 사사했다.
1973년에 카네기 홀 데뷔 공연으로 세계적 명성을 얻었다. 1976년에는 런던에서 공연하였으며 이듬해 라두 루푸와 연주하였다. 1995년 소련 붕괴 이후 러시아로 돌아와 미하일 플레트뇨프와 공연했다.

## 연주
함께 작업한 피아니스트로는 마르타 아르헤리치, 카티아 부니아티슈빌리, 라두 루푸, 예브게니 키신, 랑랑 등이 있고, 바이올리니스트로는 기돈 크레머, 이츠하크 펄먼, 조슈아 벨 등이 있고, 지휘자로는 레너드 번스타인, 주빈 메타, 카를로 마리아 줄리니, 로린 마젤, 리카르도 무티, 주세페 시노폴리, 블라디미르 아시케나지, 다니엘 바렌보임, 제임스 리바인, 샤를 뒤투아, 마리스 얀손스, 발레리 게르기예프, 구스타보 두다멜 등이 있다.